# John Johnson (giocatore di football americano)
John Johnson III (Hyattsville, 19 dicembre 1995) è un giocatore di football americano statunitense che milita nel ruolo di safety per i Los Angeles Rams della National Football League (NFL).

## Carriera

### Los Angeles Rams
Johnson all'università giocò a football al Boston College dal 2013 al 2016. Fu scelto dai Los Angeles Rams nel corso del terzo giro (91º assoluto) del Draft NFL 2017. Debuttò come professionista subentrando nella gara del primo turno contro gli Indianapolis Colts mettendo a segno un tackle. Nei playoff dell'anno seguente, i Rams batterono i Cowboys e i Saints, qualificandosi per il loro primo Super Bowl dal 2001, perso contro i New England Patriots..

### Cleveland Browns
Il 15 marzo 2021 Johnson firmò con i Cleveland Browns un contratto triennale del valore di 33,75 milioni di dollari. Nella prima stagione con la nuova maglia disputò come titolare 15 gare su 17, con 61 tackle, 3 intercetti e un fumble forzato. Nel 2022 disputò 14 partite come titolare con 81 placcaggi, un intercetto, 2 fumble forzati e 2 recuperati.
Il 15 marzo 2023 Johnson fu svincolato dai Browns.

### Ritorno ai Rams
Il 7 agosto 2023 Johnson firmò un contratto di un anno per fare ritorno ai Los Angeles Rams. Il 3 dicembre mise a segno il primo intercetto stagionale proprio contro i Browns.

## Palmarès

### Franchigia
- National Football Conference Championship: 1

Los Angeles Rams: 2018